# Márcio Miranda Freitas Rocha da Silva
Márcio Miranda Freitas Rocha da Silva, genannt Marcinho, (* 20. März 1981 in Campinas) ist ein brasilianischer trainer und ehemaliger Fußballspieler.

## Karriere

### 1996 bis 2002
Marcinho begann seine Karriere 1996 beim Jugendverein Paulista FC, wo er bis 1999 aktiv war. Von 2000 bis 2001 stieg er in den Kader auf, bei Ligaspielen kam er jedoch nicht zum Einsatz. Erst im Jahr 2002 gab er sein Ligadebüt, als er zum Verein Corinthians São Paulo wechselte. Dort absolvierte er 20 Ligaspiele und schoss dabei ein Tor. 

### AD São Caetano (2003 bis 2005)
2003 kündigte er den Vertrag und unterschrieb einen neuen bei AD São Caetano, wo er von 2003 bis 2005 aktiv war. Im ersten Jahr bestritt er 40 Spiele teil und erzielte insgesamt 13 Tore. Im darauffolgenden Jahr absolvierte er 25 Ligaspiele und traf sechs Mal ins Tor. 2005 konnte er aufgrund eines ziemlich raschen Wechsels zum Start der Saison nur an zwei Spielen teilnehmen. Bei São Caetano absolvierte er insgesamt 68 Ligaspiele, dabei gelangen ihm 19 Treffer.

### Palmeiras São Paulo (2005 bis 2006)
Nach den drei Jahren beim Verein AD São Caetano unterschrieb er bei Palmeiras São Paulo, dort war er für zwei Jahre aktiv. Das Jahr 2005 war er mit 36 Ligaspielen und 17 geschossenen Toren seine torreichste Saison in seiner bisherigen Karriere. Nach dieser überaus erfolgreichen Spielzeit, konnte er im zweiten Jahr nur magere drei Tore in 23 Ligaspielen erzielen. In den beiden Jahren bestritt Marcinho 59 Ligaspiele und erzielte insgesamt 20 Tore.

### 2007 bis 2011
Von 2007 bis 2008 war er beim Verein Cruzeiro Belo Horizonte aktiv, wo er 2007 in zehn Spielen zum Einsatz kam und kein Tor schießen konnte. Im Jahr 2008 konnte er zu Saisonbeginn lediglich zwei Spiele absolvieren, da er zu den Kashima Antlers wechselte. Beim japanischen Verein absolvierte er zwölf Spiele und wie schon beim vorherigen Verein, schoss er auch bei diesem kein Tor. Sein erstes Tor seit über zwei Jahren erzielte er für den Verein Athletico Paranaense, wo er an 35 Spiele bestritt und elf Tore erzielen konnte. Nachdem Jahr wechselte Marcinho auf Leihbasis zu al-Ahli in Saudi-Arabien, wo er in den Spielzeiten 2009/10 und 2010/11 aktiv war. In der Saison 2009/10 absolvierte er vier Ligaspiele und konnte einmal ins Tor treffen. In seiner letzten Saison absolvierte er nochmal 23 Ligaspiele und erzielte dabei neun Tore.

### 2011 bis 2015
2011 wechselte er wieder zum Verein Athletico Paranaense, wo er bereits 2008 und 2009 aktiv war. Im ersten Jahr absolvierte er 26 Ligaspiele und konnte fünfmal ins Tor treffen. Im zweiten Jahr kam er allerdings nicht mehr zum Einsatz. Im selben Jahr war er auch beim Verein AA Ponte Preta aktiv, wo er in diesem Jahr 28 Ligaspiele absolvierte und am Ende drei Tore vorweisen konnte. Im nächsten Jahr war er an keinem Ligaspiel mehr beteiligt. 2013 war er bei Red Bull Brasil aktiv und bis 2015 noch bei weiteren unterklassigen Klubs. Dann beendete Marcinho seine aktive Laufbahn.

### Nationalmannschaft
Nachdem Marcinho schon für die brasilianische U-20- und die U-23-Nationalmannschaft gespielt hatte, absolvierte im Jahr 2005 ein A-Länderspiel für die brasilianische Fußballnationalmannschaft.

## Trainer
2019 wurde Marcinho Nachwuchstrainer beim Ituano FC und 2020 Co-Trainer bei CA Bragantino. In der Série A 2020 betreute er die Mannschaft als Cheftrainer für ein Spiel interimsweise gegen Athletico Paranaense (1:1).
Ende Mai 2023 wurde Marcinho Cheftrainer beim Ituano FC. Der Klub hatte seinen Trainer Gilmar Dal Pozzo nach dem siebten Spieltag in der Série B 2023 entlassen. Der Klub lag zu dem Zeitpunkt auf dem 13. Platz.

## Erfolge
Brasilien U-20
- U-20-Fußball-Südamerikameisterschaft: 2001

Paulista
- Série C: 2001

Corinthians
- Torneio Rio-São Paulo: 2002
- Copa do Brasil: 2002

São Caetano
- Staatsmeisterschaft von São Paulo: 2004

Cruzeiro
- Staatsmeisterschaft von Minas Gerais: 2008

Kashima Antlers
- J. League Division 1: 2008

Athletico Paranaense
- Staatsmeisterschaft von Paraná: 2009

al-Ahli
- King Cup: 2011

Ituano
- Staatsmeisterschaft von São Paulo:  2014